# Tanjung Sejaro
Tanjung Sejaro is een bestuurslaag in het regentschap Ogan Ilir van de provincie Zuid-Sumatra, Indonesië. Tanjung Sejaro telt 1313 inwoners (volkstelling 2010).